# Politique de visa de l'Azerbaïdjan
Les visiteurs en Azerbaïdjan doivent obtenir un visa auprès de l'une des missions diplomatiques azerbaïdjanaises, à moins qu'ils ne proviennent d'un des pays exemptés de visa, des pays éligibles à un visa à l'arrivée ou des pays éligibles au visa électronique.

## Carte de politique de visa

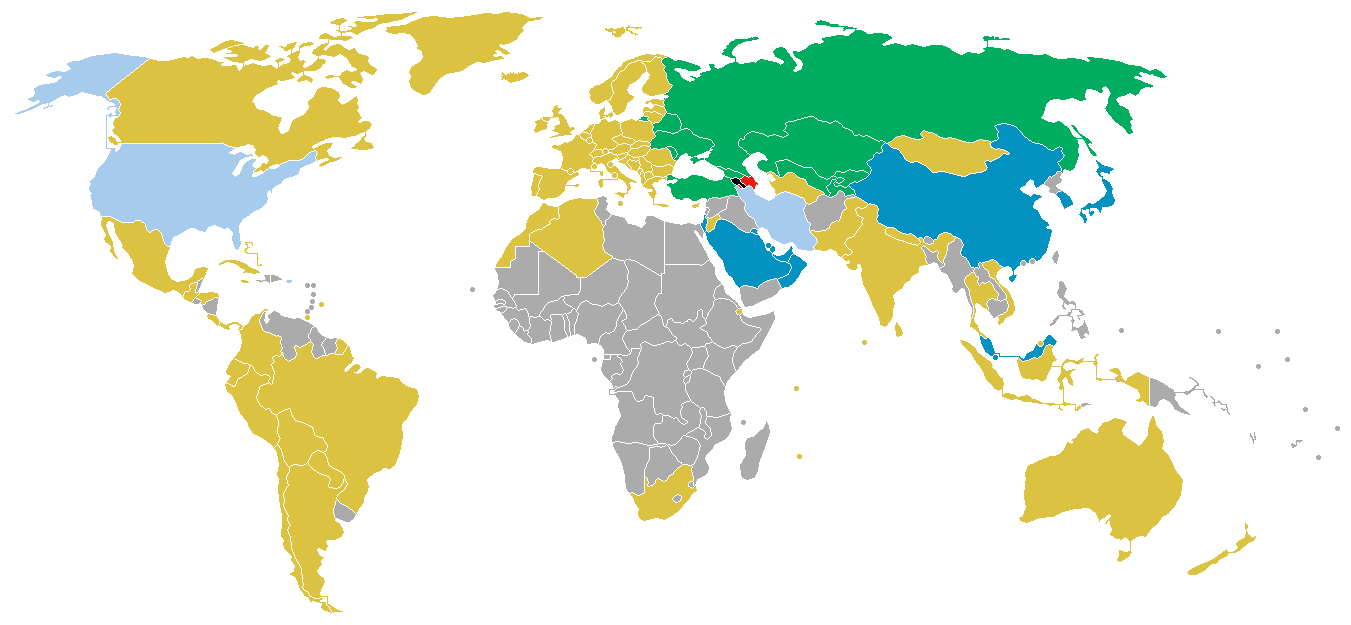
Politique de visa de l'Azerbaïdjan pour les détenteurs d'un passeport ordinaire

## Conditions générales de visa

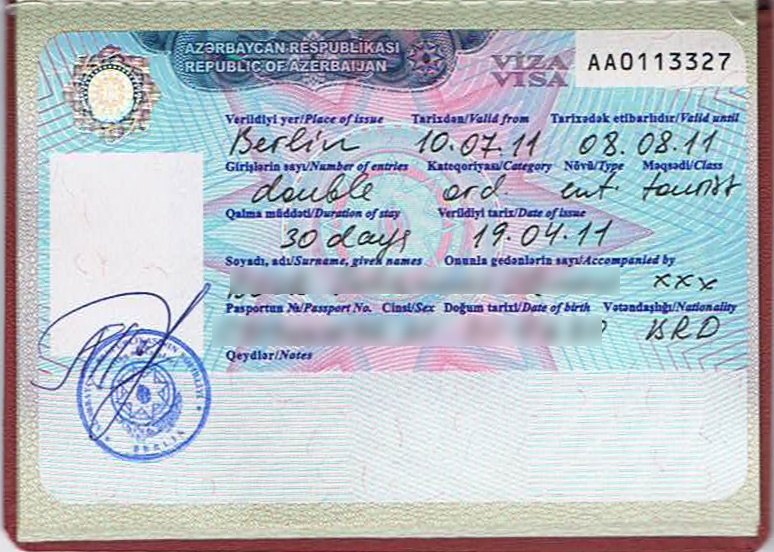
Visa d'Azerbaïdjan

Le passeport doit être valide pendant au moins 6 mois après la date d'expiration du visa azerbaïdjanais demandé. S'il y a moins de 3 mois pour l'expiration du passeport d'un citoyen étranger, un visa ne sera pas accordé. Les citoyens de certains pays énumérés, qui sont tenus d'obtenir un visa avec un passeport ordinaire ou un passeport de service, doivent obtenir un visa avant de se rendre en Azerbaïdjan. Les visas sont délivrés dans une ambassade ou un consulat de la république d'Azerbaïdjan ou à l'arrivée aux points de passage frontaliers de la république d'Azerbaïdjan. Le formulaire de demande de visa peut être rempli en ligne et soumis à la mission diplomatique,.

## Exemption de visa
Les citoyens des 10 pays suivants peuvent se rendre en Azerbaïdjan sans visa pour un maximum de 90 jours :
- Biélorussie
- Géorgie
- Kazakhstan
- Kirghizistan
- Maroc (depuis le 28 août 2024)
- Moldavie
- Russie
- Tadjikistan
- Ukraine
- Ouzbékistan

## Passeports non-ordinaires
Les titulaires de passeports diplomatiques ou de catégorie de service d'Albanie, Argentine, Autriche, Bulgarie, Bosnie-Herzégovine, Brésil, Chine, Colombie, Croatie, Cuba, Hongrie, Indonésie, Iran, Israël, Italie, Jordanie, Koweït, Lettonie, Libye non applicable[Quoi ?], Maroc, Monténégro, Pakistan, Pérou, Portugal, Roumanie, Serbie, Slovaquie, Slovénie, Corée du Sud, Suisse, Syrie, Turquie, Turkménistan, Émirats arabes unis, Uruguay, Vietnam et seulement détenteurs de passeports diplomatiques de Belgique, Tchéquie, Estonie, Finlande, France, Allemagne, Grèce, Chypre, Lituanie, Luxembourg, Malte, Mexique, Pays-Bas, Norvège, Palestine, Pologne, Qatar, Espagne et Suède n'ont pas besoin de visa pour se rendre en Azerbaïdjan.
Des accords d'exemption de visa ont déjà été signés avec les pays suivants mais ne sont pas encore ratifiés ou appliqués :
- Benelux - le 23 novembre 2017 pour les passeports de service[6]
- Bolivie - en août 2017 pour les détenteurs de passeports diplomatiques et de service[7]
- Laos - en juin 2017 pour les passeports diplomatiques[8]
- Lituanie - en octobre 2017 pour les détenteurs de passeports de service[9]

## Visa à l'arrivée
Les citoyens des pays suivants peuvent obtenir un visa pour l'Azerbaïdjan à l'arrivée valable pour 30 jours, disponible dans n'importe quel aéroport international, :
- Bahreïn
- Chine
- Indonésie
- Iran
- Israël
- Japon
- Koweit
- Malaisie
- Oman
- Qatar
- Arabie saoudite
- Singapour
- Corée du Sud
- Turquie (60 jours)
- Émirats arabes unis

### Visa limité à l'arrivée
Les citoyens des États-Unis peuvent obtenir un visa de 30 jours à l'arrivée seulement s'ils arrivent par un vol direct d'Azerbaijan Airlines depuis New York, visa à l'arrivée pour les titulaires d'une lettre d'invitation officielle délivrée par le Service national des migrations d'Azerbaïdjan ou d'autres autorités gouvernementales azerbaïdjanaises ; visa à l'arrivée pour le personnel de la Banque asiatique de développement (BAD) et leurs personnes à charge, à condition de tenir une lettre d'invitation officielle émise par la Banque asiatique de développement ; visa à l'arrivée pour un séjour maximum de 30 jours pour les détenteurs d'une lettre d'invitation officielle délivrée par le Comité de fonctionnement de l'Olympiade d'échecs de Bakou d'une carte d'accréditation délivrée par la Fédération Internationale des Échecs (FIDE).
Les passagers avec un permis de séjour délivré par un État membre du Conseil de coopération du Golfe (CCG) peuvent obtenir un visa à l'arrivée pour un séjour maximum de 30 jours. Ils doivent voyager avec un ressortissant du pays du CCG qui a délivré le permis de séjour.

## Visa électronique
L'Azerbaïdjan a introduit des visas électroniques pour les citoyens des pays désignés en janvier 2017. Le système s'appelle ASAN Visa et les visas sont délivrés pour une visite à entrer unique jusqu'à 30 jours. Le visa électronique doit être imprimé et présenté avec le passeport (qui doit être valide au moins 3 mois de plus que la période de validité du visa électronique) au poste de contrôle frontalier. Le « e-Visa » est délivré dans les 3 jours ouvrables.
En février 2017, ASAN étudiait la possibilité de rendre la demande de visa électronique disponible directement aux points d'entrée à la frontière avec la Géorgie, la Russie, la Turquie et l'Iran.
Le magazine de voyage britannique Wanderlust a classé le système de visa électronique d'Azerbaïdjan (ASAN Visa) comme étant le visa le plus facile à obtenir dans le monde en 2017.
Il est prévu d'étendre le système de visas ASAN pour la délivrance de visas aux citoyens azerbaïdjanais. En janvier 2018, le Maroc était sélectionné et des négociations étaient en cours avec la Lituanie et les Émirats arabes unis.
En janvier 2018, il a été annoncé que les visas ASAN seraient également délivrés à l'arrivée dans les aéroports.

## Facilitation des visas
L'Azerbaïdjan a conclu un accord de facilitation des visas avec l'Union européenne (à l'exclusion du Danemark, de la république d'Irlande et du Royaume-Uni) qui réduit le nombre de documents suffisants pour justifier le but du voyage, envisage la délivrance de visas à entrées multiples et réduit la redevance d'émission ou la renonce entièrement à de nombreuses catégories de citoyens de l'UE.

## Interdictions
En raison de l'état de guerre avec la république d'Arménie, selon les médias, le gouvernement azerbaïdjanais interdit à la république d'Azerbaïdjan l'entrée de citoyens d'Arménie et de citoyens de tout autre pays d'origine arménienne, à part quelques exceptions, notamment pour la participation de l'Arménie aux Jeux européens de 2015 en Azerbaïdjan.
Le gouvernement de l'Azerbaïdjan interdit strictement toute visite de citoyens étrangers dans la région séparatiste du Haut-Karabakh (la république de Haut-Karabakh de facto), ses territoires environnants et les enclaves azerbaïdjanaises de Karki, Yuxarı Əskipara, Barxudarlı et Sofulu qui sont de jure de l'Azerbaïdjan mais sous le contrôle de l'Arménie, sans le consentement préalable du gouvernement de l'Azerbaïdjan. Les citoyens étrangers qui pénètrent dans ces territoires occupés, seront définitivement interdits d'entrer en république d'Azerbaïdjan et seront inclus dans la « liste des persona non grata ».

## Statistiques des visiteurs
La plupart des visiteurs arrivant en Azerbaïdjan venaient des pays de nationalité suivants :
| Pays                | 2016      | 2015      | 2014      | 2013      |
| Russie              | 744 125   | 685 555   | 843 851   | 903 242   |
| Géorgie             | 506 306   | 571 648   | 699 532   | 810 390   |
| Turquie             | 313 341   | 288 620   | 314 476   | 361 413   |
| Iran                | 248 632   | 149 600   | 131 179   | 143 579   |
| Irak                | 62 983    | 2 147     | 738       | 991       |
| Ukraine             | 55 508    | 55 119    | 58 201    | 51 802    |
| Émirats Arabes Unis | 53 180    | 2 379     | 821       | 638       |
| Kazakhstan          | 31 994    | 27 145    | 29 468    | 28 226    |
| Royaume-Uni         | 29 514    | 34 892    | 33 563    | 32 841    |
| Ouzbékistan         | 16 093    | 15 185    | 19 336    | 18 627    |
| Total               | 2 248 773 | 2 006 176 | 2 297 804 | 2 508 904 |